# Émile Bonnelat
Émile Bonnelat est un homme politique français né le 17 juin 1845 à Saint-Amand-Montrond (Cher) et décédé le 30 septembre 1933 à Saint-Amand-Montrond

## Biographie
Pierre Célestin Émile Bonnelat était le fils de Philippe Hippolyte Bonnelat, banquier à Saint-Amand-Montrond et maire de Meillant, et de Marie Rosalie Cécile Biarnois, d'une famille de notables de Culan.
Minotier, il s'investit beaucoup dans les structures agricoles et économiques, devenant vice-président de la chambre de commerce. Maire de Saint-Amand-Montrond de 1896 à 1912, il est aussi conseiller d'arrondissement. Il est sénateur du Cher de 1910 à 1921, siégeant au groupe de la Gauche démocratique. Son activité parlementaire est très faible et il n'est jamais intervenu en séance publique.

## Sources
- Ressource relative à la vie publique :   - Sénat
- « Émile Bonnelat », dans le Dictionnaire des parlementaires français (1889-1940), sous la direction de Jean Jolly, PUF, 1960 [détail de l’édition]